# Outernet (réseau)
Pour l'album musical, voir Outernet.

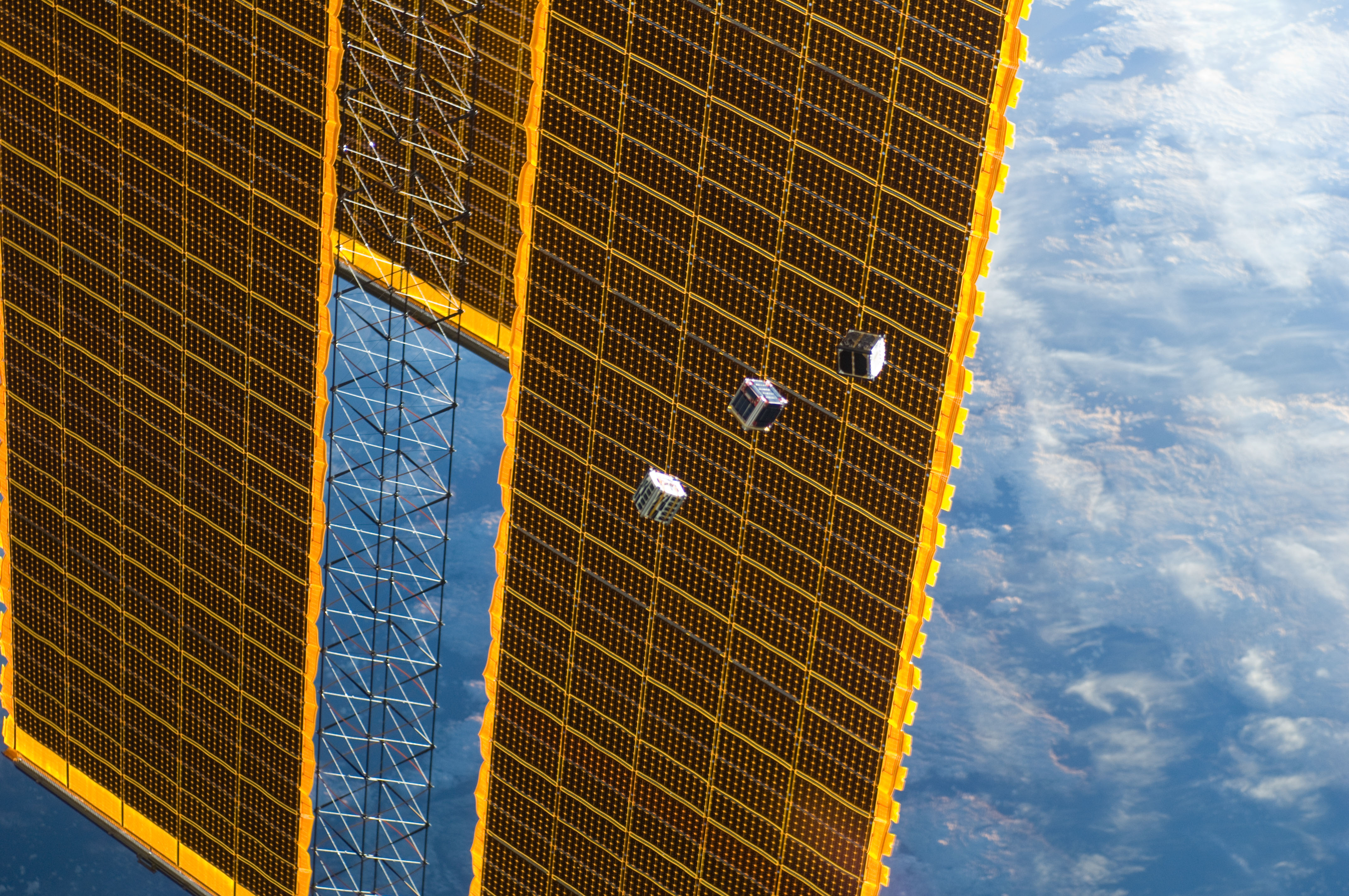
Trois « CubeSats » lancés à partir de l'ISS en 2012

Othernet (anciennement Outernet) est un projet de réseau du Media Development Investment Fund (en), une organisation américaine à but non lucratif créée en 1995. Le but d'Outernet est de fournir gratuitement un accès Wi-fi partout dans le monde. Il s'agit d'un accès à un réseau simplifié, à partir de petits satellites appelés « CubeSats ». Les premiers satellites ont été lancés en 2012.
En pratique il s'agit d'un service basique et unilatéral donnant accès au départ à un nombre réduit de sites, et ne permettant pas de mettre du contenu en ligne. Techniquement la diffusion est basée sur le principe du multicasting.
D'après ses concepteurs, une des idées de ce projet est de permettre de contourner la censure dans certains pays comme la Corée du Nord,.